# 米羅美術館
米羅美術館是位於加泰羅尼亞巴塞隆納蒙特惠克山的一家美術館，主要收藏祖安·米羅的作品。這座美術館是世界上規模最大的個人美術館，被巴塞隆納人稱為「來自米羅的禮物」。博物館開館於1975年，除了米羅自己的作品之外，也收藏眾多年輕藝術家的作品。